# Anales de Tlatelolco
Die Annalen von Tlatelolco (spanisch: Anales de Tlatelolco) sind ein anonymer historischer Text in Náhuatl zur aztekischen Geschichte, eine der “Gegendarstellungen der Conquista” (1528).

## Einführung
Die Anales de Tlatelolco sind ein handschriftlicher Codex, der 1528 in Tlatelolco, nur sieben Jahre nach dem Untergang des Aztekenreichs, von anonymen aztekischen Autoren in der Sprache Nahuatl unter Verwendung lateinischer Schriftzeichen verfasst wurde. Das Manuskript gibt einen Einblick in die Ansichten der eroberten Völker und wie sie die Zerstörung der aztekischen Kultur sahen.

## Beschreibung
Die Autoren zogen es vor, anonym zu bleiben, wahrscheinlich um sich gegen die spanischen Behörden zu schützen. Es wird angenommen, dass diese Schriftsteller später die Quellen für die Werke von Bernardino de Sahagún waren. Der mexikanische Priester Ángel Maria Garibay lieferte 1956 eine spanische Übersetzung.
Sie sind auch unter anderen Namen bekannt, darunter "Unos Annales Históricos de la Nación Mexicana" ("Einige historische Annalen der mexikanischen Nation"), "La relación anónima de Tlatelolco", "Manuscript 22" und "Codex Tlatelolco". Dieses Werk wird derzeit in der Französischen Nationalbibliothek in Paris aufbewahrt (Collection Goupil-Aubin).
In einem Text über die letzten Tage der Belagerung von Tenochtitlan heißt es (in spanischer Übersetzung):
Con esta lamentosa y triste suerte nos vimos angustiados,
En los caminos yacen dardos rotos.
los cabellos están esparcidos,
Destechadas están las casas, 
enrojecidos tienen sus muros.
Gusanos pululan por calles y plazas
y en las paredes están salpicados los sesos. 
(in ungefährer deutscher Übersetzung:)
Mit diesem jämmerlichen und traurigen Schicksal wurden wir geplagt,
Auf den Straßen liegen zerbrochene Speere.
Die Haare sind zerstreut,
Die Häuser sind abgedeckt, 
Gerötet sind ihre Mauern. 
Auf Straßen und Plätzen wimmelt es von Würmern 
und Gehirne sind an die Wände gespritzt.

## Ausgaben
Sie wurden bereits mehrfach veröffentlicht. Die wichtigste Fassung ist die von der Antigua Librería Robredo, Mexiko, 1948, herausgegebene, mit einer Einleitung von Robert Barlow, Übersetzung und Anmerkungen von Heinrich Berlin. Eine jüngere ist die bei Conaculta, Mexiko, 2002, erschienene, übersetzt von Rafael Tena, Col. Cien de México, 207 Seiten. ISBN 970-35-0507-4.